# Рапсовый листоед
Рапсовый листоед (лат. Entomoscelis adonidis) — жук из семейства Листоеды.
Форма тела удлиненно-яйцевидная; усики длиной почти с половину тела; надкрылья выпуклые, вполне покрывающие брюшко. Цвет чёрный; темя, бока грудного щитка и надкрылья желтовато-красные; на надкрыльях проходит чёрная продольная полоса; длиной 8—10 мм.
Распространён в южной и юго-восточной России, в Туркестане, Южной Сибири и Северной Америке, с 2019 года замечен на Чукотке. В течение года развивается, по-видимому, 2 или 3 поколения. Жуки появляются на различных дикорастущих и возделываемых крестоцветных, в особенности на рапсе и на свекловице; из отложенных на этих растениях яичек выходят сероватые, усаженные чёрными волосками личинки; окукливание происходит в земле. Вредит нередко рапсу в южной России и в Австрии (причём вредят как жуки, так и личинки).
Из мер борьбы рекомендуется сбор жуков и личинок сачками, перепахивание полей с целью уничтожения куколок и производство приманочных посевов из рапса.